# El Encanto, Puerto Madero
El Encanto är en ort i Mexiko.   Den ligger i kommunen Tapachula och delstaten Chiapas, i den sydöstra delen av landet, 900 km sydost om huvudstaden Mexico City. El Encanto ligger 8 meter över havet och antalet invånare är 1 726.
Terrängen runt El Encanto är mycket platt. Havet är nära El Encanto åt sydväst.  Närmaste större samhälle är Puerto Madero, 1,6 km sydväst om El Encanto. 